# رومانو توزی بورسوی
رومانو توزی بورسوی (انگلیسی: Romano Tozzi Borsoi؛ زادهٔ ۱۶ فوریهٔ ۱۹۷۹) بازیکن فوتبال اهل ایتالیا است.
از باشگاه‌هایی که در آن بازی کرده‌است می‌توان به باشگاه فوتبال پرو ورچلی، باشگاه فوتبال اودینزه، و باشگاه فوتبال ترنانا اشاره کرد.